# Sarasota megye
Sarasota megye az Amerikai Egyesült Államokban, azon belül Florida államban található. Megyeszékhelye Sarasota, legnagyobb városa North Port. Lakosainak száma 434 006 fő (2020. április 1.). Sarasota megye Manatee, DeSoto és Charlotte megyékkel határos.

## Népesség
A megye népességének változása:
| Lakosok száma | 325 957 | 380 045 | 381 626 | 386 109 | 390 429 | 405 549 | 434 006 |
|               | 2000    | 2010    | 2011    | 2012    | 2013    | 2015    | 2020    |